# Atlantic Airlines de Honduras
Atlantic Airlines de Honduras foi uma companhia aérea com sede em La Ceiba, Honduras.

## História
A companhia aérea foi fundada em 2001 pela Atlantic Airlines, uma companhia aérea da Nicarágua, usando ativos da Rollins Air.
Em outubro de 2008, a Atlantic Airlines de Honduras cancelou todos os voos e a má reputação que a Atlantic Airlines de Honduras recebeu após a queda de um de seus Boeing 737-200 (prefixo YV102T) em 30 de agosto daquele ano, matando as três pessoas a bordo.
Em 2009, a empresa aérea parou as suas operações.

## Frota

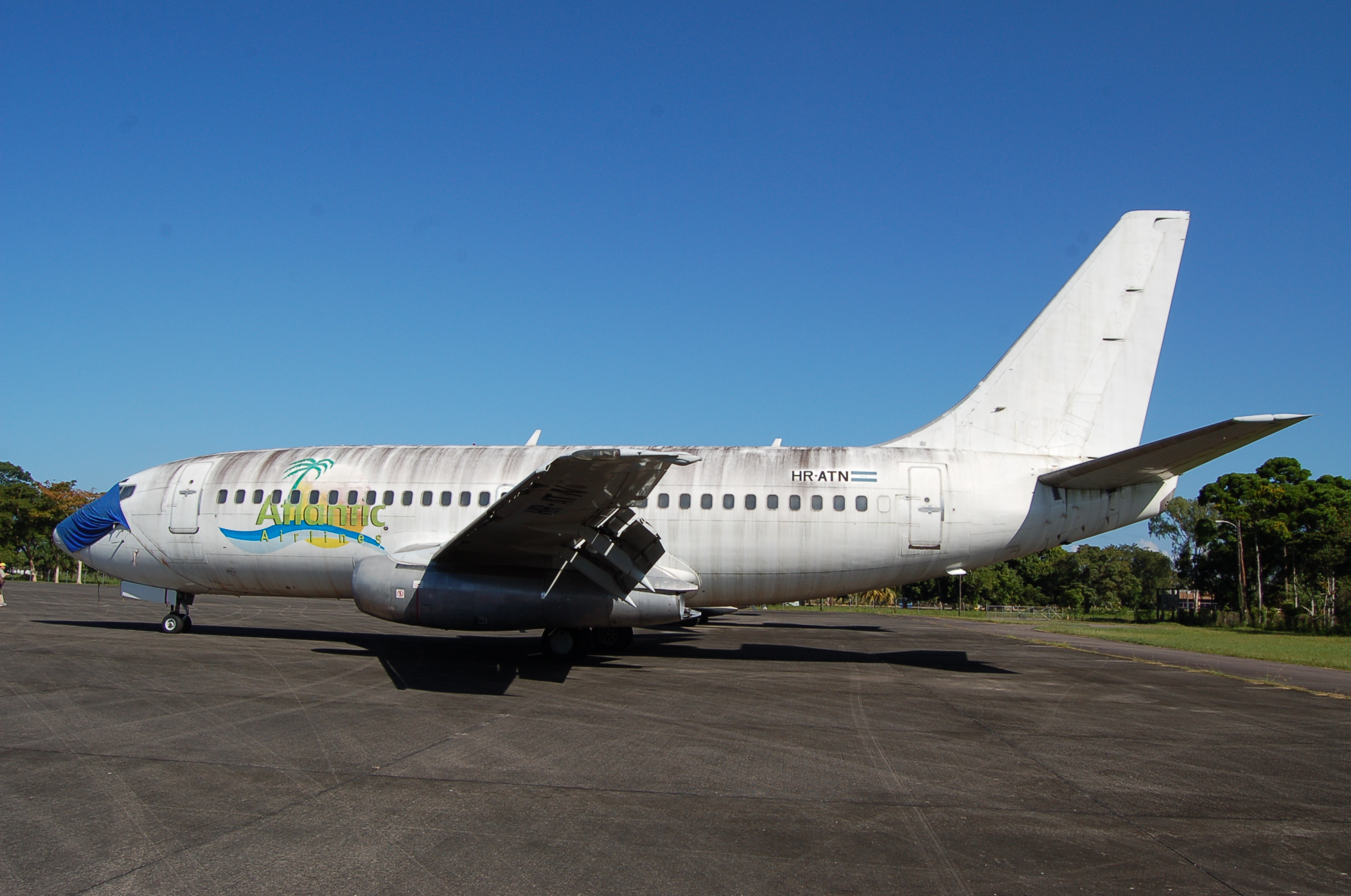
Boeing 737-200 da Atlantic Airlines de Honduras em La Ceiba, Honduras em 2011

| Aeronaves      | Quantidade | Período de operação |
| -------------- | ---------- | ------------------- |
| Boeing 737-200 | 6          | 2004-2007           |

A Atlantis Airlines de Honduras também operou as seguintes aeronaves:
- LET L-410
- Fairchild F-27
- Fokker F27-500
- HS 748 Series 2B